# 南星橋駅 (杭州地下鉄)
南星橋駅（なんせいきょうえき）は、中華人民共和国浙江省杭州市上城区銭江路と飛雲江路の交差点に位置する杭州地下鉄4号線と5号線の駅。

## 歴史
- 2018年1月9日：4号線の駅として開業[1]。
- 2020年4月23日：5号線の駅が開業し、乗換駅となる[2][3]。

## 駅構造
4号線・5号線とも島式ホーム1面2線を有する地下駅である。4号線ホームは銭江路寄りの、5号線ホームは飛雲江路寄りの地下にある。

### のりば
| 路線                   | 方向 | 行先                 |
| ---------------------- | ---- | -------------------- |
| 4号線ホーム（地下2階） |      |                      |
| ■ 4号線                | 下り | 浦沿方面             |
| ■ 4号線                | 上り | 火車東站・池華街方面 |
| 5号線ホーム（地下3階） |      |                      |
| ■ 5号線                | 下り | 城站・南湖東方面     |
| ■ 5号線                | 上り | 火車南站・姑娘橋方面 |

（出典：杭港地下鉄:内部空间示意图）

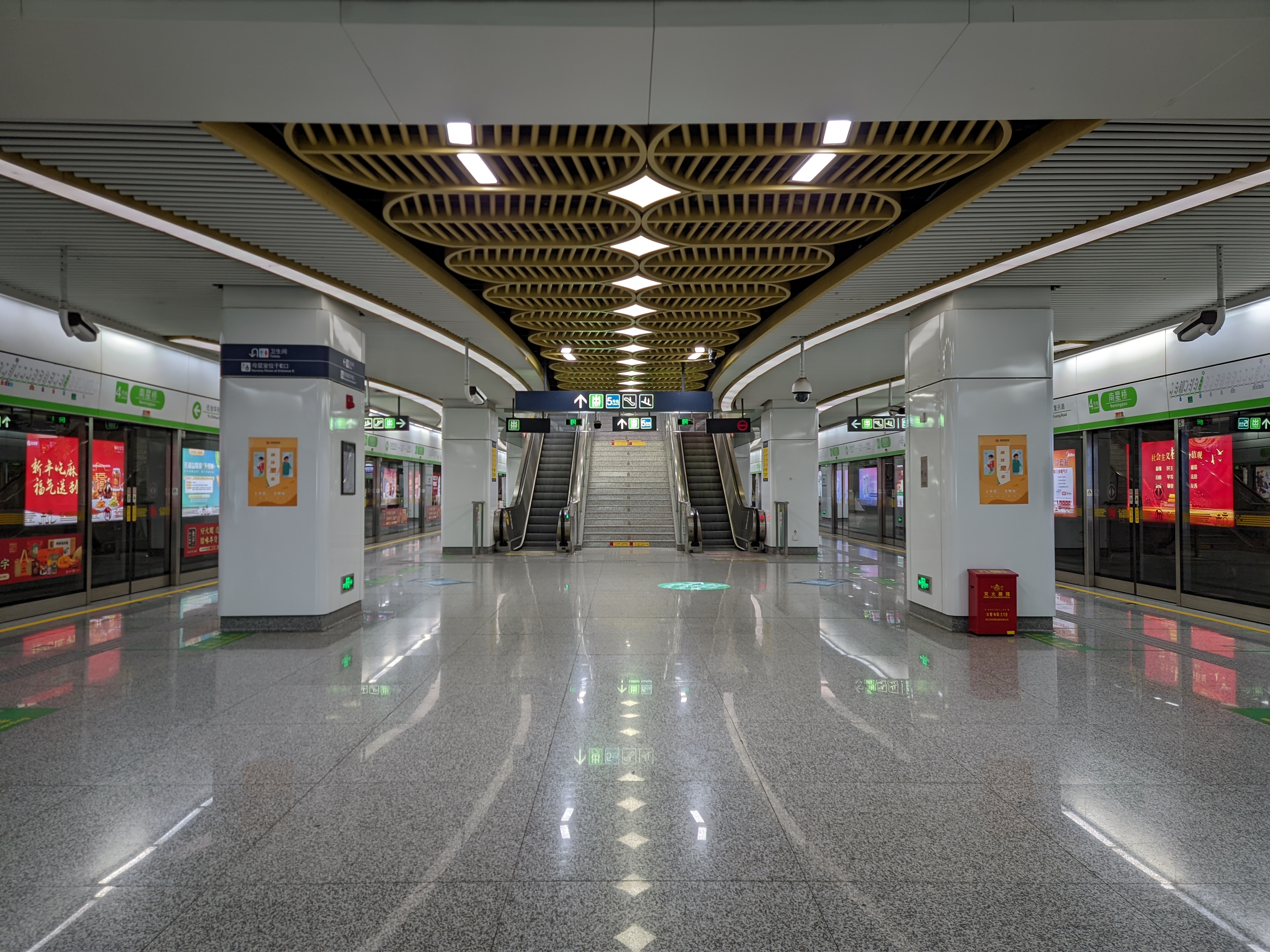
4号線ホーム
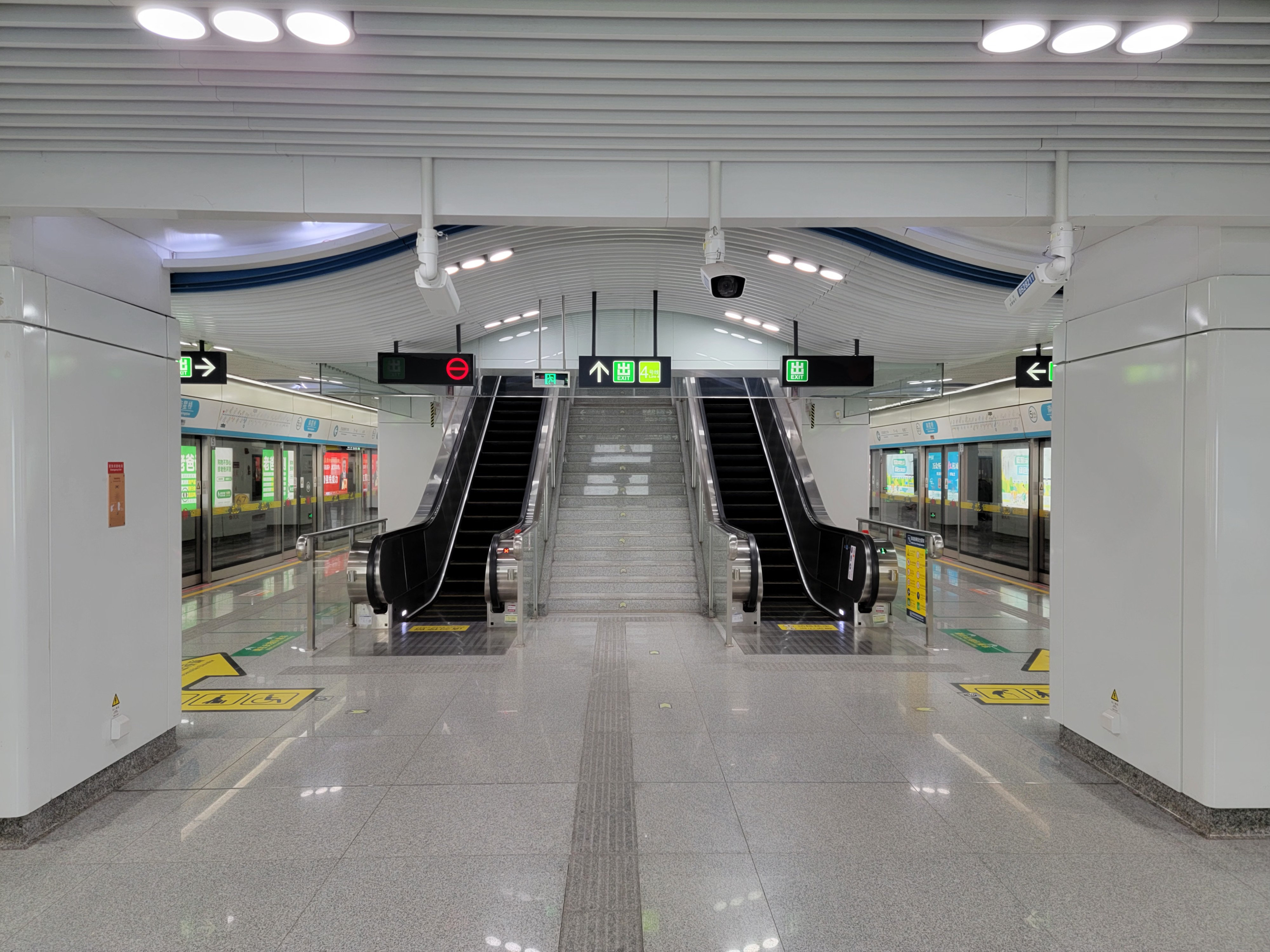
5号線ホーム
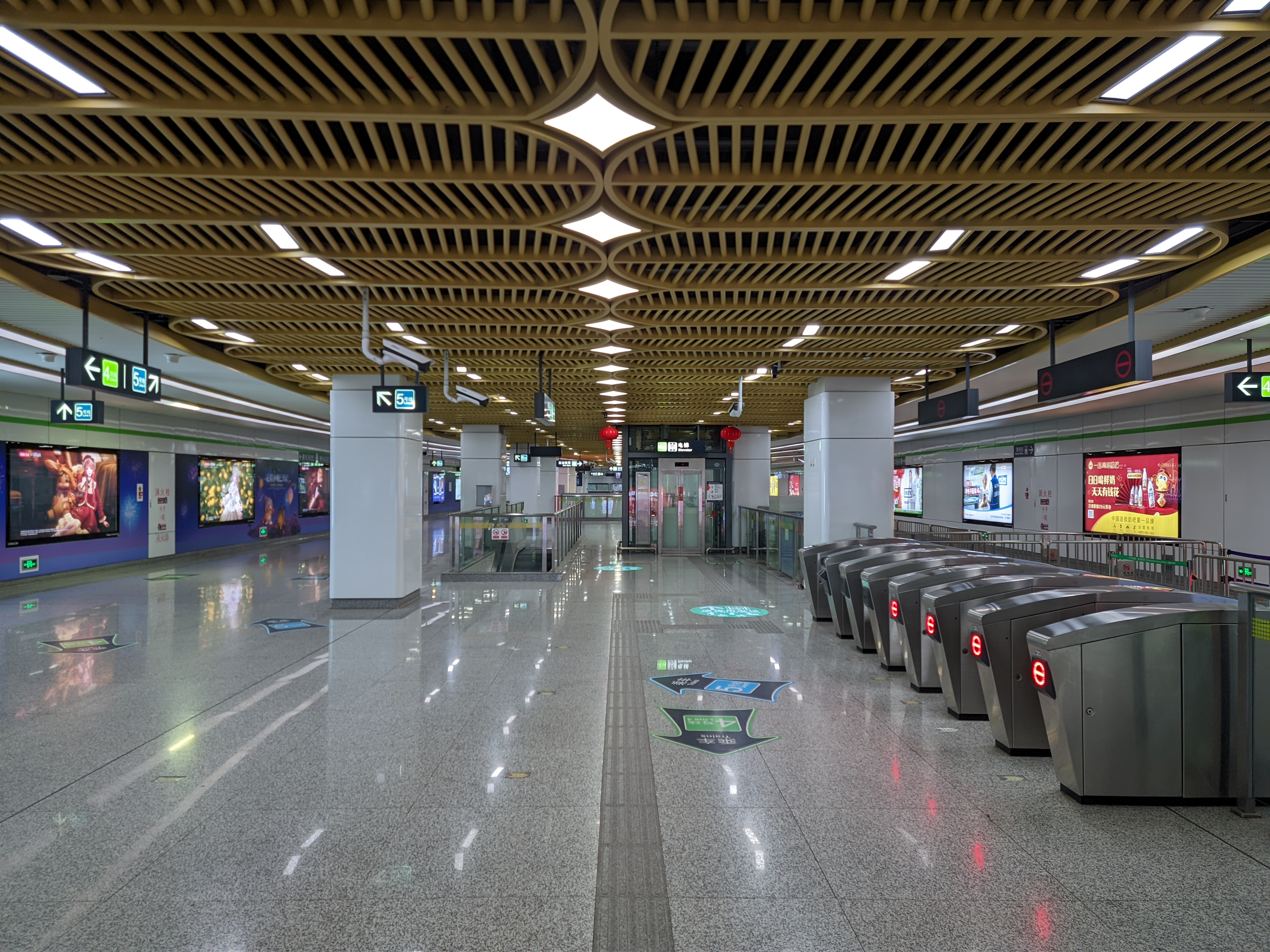
4号線コンコース
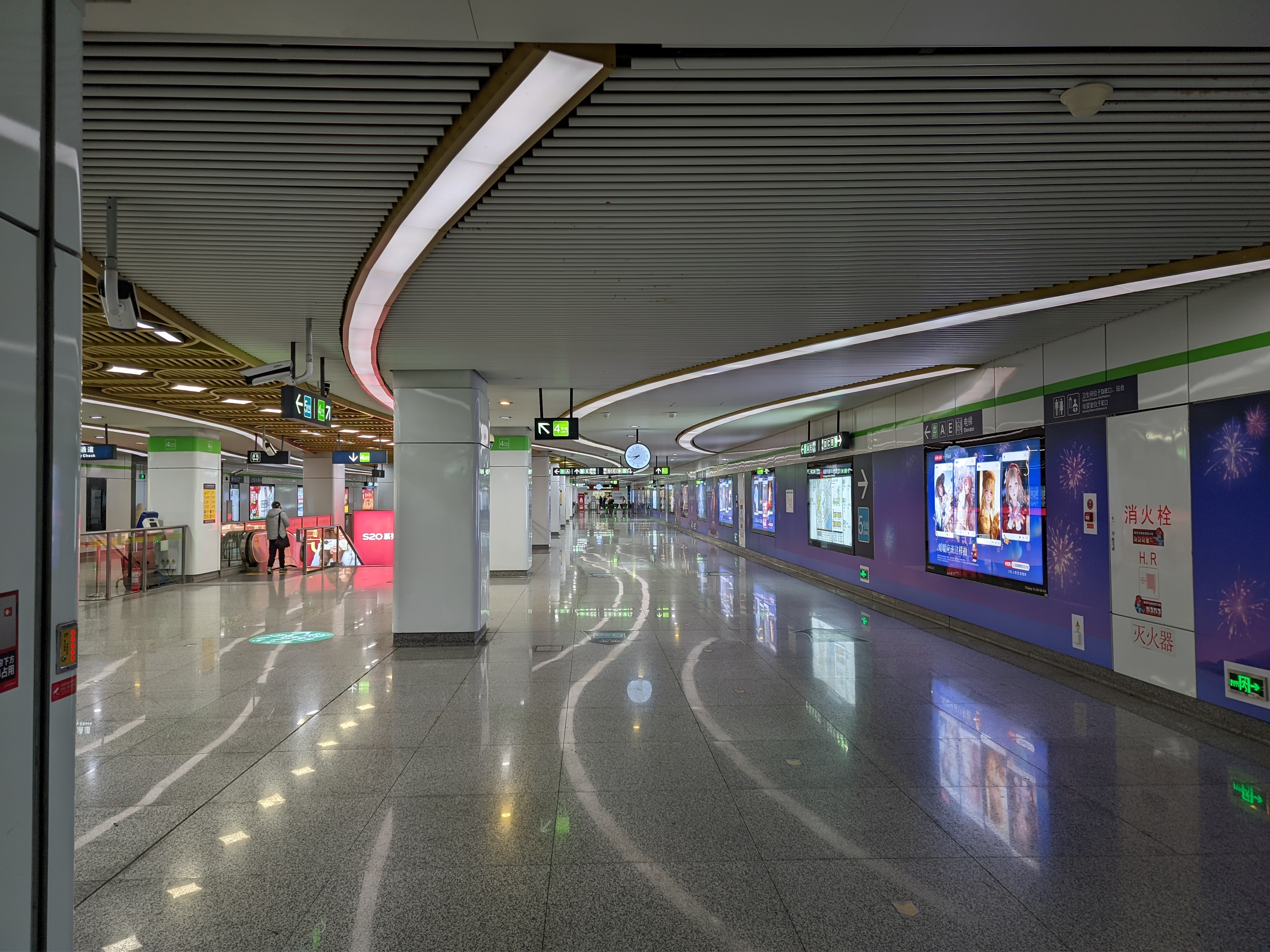
4号線コンコース

## 駅周辺
- 鳳凰南苑
- 杭州市鳳凰小学
- 鳳凰北苑
- 秋濤南苑
- 木材新村
- 鳳凰城
- 秋江雅苑
- 南瓦坊
- 柴校坊
- 賛成・太和広場
- 銭江国際商務中心
- 大名空間商務ビル
- 賛成ビル
- 春江花月

## 隣の駅
杭州地下鉄
■ 4号線
復興路駅 - 南星橋駅 - 甬江路駅
■ 5号線
候潮門駅 - 南星橋駅 - 長河駅